# Nebetah
Nebetah ókori egyiptomi hercegnő a XVIII. dinasztia idején; III. Amenhotep fáraó és Tije nagy királyi hitves lánya, Ehnaton húga.
Nebetah neve („A palota úrnője”) nővére, Henuttaneb nevéhez hasonlóan szintén olyan név, ami királynék gyakori címe volt. A hercegnő Amenhotep és Tije gyermekei közül a legkisebbek közé tartozhatott, mivel nincs jelen olyan emlékműveken, amelyeken nővérei megjelennek. Alakja megjelenik egy hatalmas szobron, amely apja, III. Amenhotep halotti templomában állt, és ma a kairói Egyiptomi Múzeumban látható. Az Amarna-reformok idején tízes évei elején lehetett, ha egyáltalán élt addig.
Nebetah egyetlen ismert címe: A király szeretett leánya. Ez azt sugallja, hogy már fiatalon meghalt, mivel a fáraók szerették különböző címekkel elhalmozni a gyermekeiket (4-5 volt az általános). Nővéreivel ellentétben arra sincs semmi utalás, hogy valaha is királynéi címet viselt volna.
Joyce Tyldesley Nefertiti – Egyiptom napkirálynője című könyvében felveti azt az elméletet, hogy Nebetah, akiről Amenhotep halála után semmi említés nem esik, esetleg azonos Baketatonnal, a királyi pár legkisebb lányával, akit viszont ez előtt az idő előtt nem említenek.